# 松下隆弘
松下 隆弘は、日本のテレビ局・東京メトロポリタンテレビジョン（TOKYO MX）の役員。 
2025年現在、専務取締役。それ以前、1984年（昭和59年）から2020年(令和2年)まで、東京都職員。戦略政策情報推進本部長で退任
。 

## 経歴[9][10][11][12][13]東京メトロポリタンテレビジョン
熊本県天草市出身。1978年（昭和53年）県立熊本高校卒業。1984年（昭和59年）中央大学法学部法律学科卒業。同年東京都建設局入庁。1999年（平成11年）、課長昇格で中央区企画部副参事。のち都市整備局地域整備課長。学校跡地開発やトリトンスクウェアを始めとする区内大規模プロジェクトに従事。東京駅の空中容積率移転（日本初）の都市計画決定を実施。2002年（平成14年）から東京都出納長室で、指定金融機関のシステム障害に対し、条例に基づき「システム検査」を実施するなどプロジェクト推進課長として従事。同年、「新銀行東京設立プロジェクト」を立ち上げ。2005年（平成17年）4月1日に開業成功し、都の出納長室総務課長として復帰。しかし、その2年後、同行が極度の経営不振となり、再建部長として、岡田至理事とともに再度派遣。総合企画部長として、現「きらぼし銀行」ＨＤ副社長の常久秀紀、「南都銀行」取締役の船木隆一郎らと銀行再建に従事。2009年（平成2１年）には概ね再建（黒字化）を果たし都に復帰。知事本局、政策企画局、環境局、出納長室の枢要部長を歴任し、日本初の「官民連携インフラファンド」をスパークス(株)等と複数組成し、全国に太陽光発電所、福祉施設などを展開。最大100万キロワット規模の発電、高齢者施設等4施設建設。しかし、投資が全国展開、さらにはアジアも対象にはいったため、「都の予算を海外や地方に投資してはならない」と、投資システムの理解が不足していた都庁幹部から激しい批判を受けテレビ報道も。しかし、当時の舛添知事、金融に精通した都議会議員、金融に強いマスメディアの説明、擁護で短時間で問題鎮静化。2016年（平成）28年政策企画局理事。翌年次長。2019年4月（平成29年）新設された「戦略政策情報推進本部長」に就任。この政策企画局理事職の間、小池知事の国際金都市構想を推進。「一般社団法人　東京国際金都市推進機構（Fin City Tokyo）」を設立し、自らも初代理事の一人として参加。2020年（令和2年）3月、ブレクジットの最中のロンドンシティシティにおいて、東京への企業進出の訴えかけを行った後退任。当時、Z/Yenの国際金融都市ランキングで3位を獲得。 
2013年4月　「ＰＦＩ推進セミナー（日本政策投資銀行）」に寄稿
2018年7月　「不動産政策研究各論Ⅵ（不動産政策研究会編）」に「国際金融都市東京」を寄稿